# Leung Yuk Wing
Leung Yuk Wing (13 de diciembre de 1984) es un deportista hongkonés que compite en bochas adaptadas. Ganó siete medallas en los Juegos Paralímpicos de Verano entre los años 2004 y 2024.

## Palmarés internacional
| Juegos Paralímpicos | Juegos Paralímpicos     | Juegos Paralímpicos | Juegos Paralímpicos  |
| Año                 | Lugar                   | Medalla             | Prueba               |
| ------------------- | ----------------------- | ------------------- | -------------------- |
| 2004                | Atenas (Grecia)         | Medalla de oro      | Individual BC4 mixto |
| 2004                | Atenas (Grecia)         | Medalla de oro      | Dobles BC4 mixto     |
| 2008                | Pekín (China)           | Medalla de plata    | Individual BC4 mixto |
| 2016                | Río de Janeiro (Brasil) | Medalla de oro      | Individual BC4 mixto |
| 2020                | Tokio (Japón)           | Medalla de plata    | Dobles BC4 mixto     |
| 2020                | Tokio (Japón)           | Medalla de bronce   | Individual BC4 mixto |
| 2024                | París (Francia)         | Medalla de plata    | Dobles BC4 mixto     |